# Campeonato Mundial de Tiro al Plato de 2019
El XXXVIII Campeonato Mundial de Tiro al Plato se celebró en Lonato (Italia) entre el 1 y el 10 de julio de 2019 bajo la organización de la Federación Internacional de Tiro Deportivo (ISSF) y la Federación Italiana de Tiro Deportivo.
Las competiciones se realizaron en el campo de tiro Trap Concaverde de la ciudad italiana.

## Resultados

### Masculino
| Evento               | Oro                                       | Plata                                | Bronce                         |
| -------------------- | ----------------------------------------- | ------------------------------------ | ------------------------------ |
| Foso (03.07)         | Matthew Coward-Holley Reino Unido 45 pts. | Mauro De Filippis · Italia · 39 pts. | Jaled Al-Mudhaf Kuwait 33 pts. |
| Foso (equipos)       | Italia · 367 RM                           | Kuwait 363                           | Reino Unido 363                |
| Doble foso (05.07)   | Antonino Barillà · Italia · 141           | Hubert Olejnik · Eslovaquia · 139    | Andrea Vescovi · Italia · 136  |
| Doble foso (equipos) | Italia · 404                              | Kuwait 377                           | Eslovaquia · 376               |
| Skeet (06.07)        | Tomáš Nýdrle · República Checa · 60       | Tammaro Cassandro · Italia · 57      | Jeremy Bird Reino Unido 46     |
| Skeet (equipos)      | Suecia · 365                              | Chipre 364                           | Italia · 361                   |

### Femenino
| Evento               | Oro                                     | Plata                                   | Bronce                                  |
| -------------------- | --------------------------------------- | --------------------------------------- | --------------------------------------- |
| Foso (03.07)         | Ashley Carroll Estados Unidos 42 pts.   | Wang Xiaojing China 41 pts.             | Fátima Gálvez · España · 33 pts.        |
| Foso (equipos)       | Estados Unidos 352                      | Rusia · 349                             | Italia · 343                            |
| Doble foso (05.07)   | Claudia De Luca · Italia · 117          | Sofia Maglio · Italia · 111             | Mopsi Veromaa · Finlandia · 108         |
| Doble foso (equipos) | No realizado por falta de participantes | No realizado por falta de participantes | No realizado por falta de participantes |
| Skeet (10.07)        | Diana Bacosi · Italia · 58              | Wei Meng China 53                       | Victoria Larsson · Suecia · 44          |
| Skeet (equipos)      | Estados Unidos 356 RM                   | Italia · 355                            | China 348                               |

### Mixto
| Evento                   | Oro                                       | Plata                                           | Bronce                             |
| ------------------------ | ----------------------------------------- | ----------------------------------------------- | ---------------------------------- |
| Foso por equipos (04.07) | Australia James Willett Laetisha Scanlan  | Rusia · Maxim Smykov · Yuliya Savelieva         | Australia Thomas Grice Penny Smith |
| Skeet (07.07)            | Italia · Gabriele Rossetti · Diana Bacosi | Estados Unidos Christian Elliott Kimberly Rhode | China Jin Di Wei Meng              |

## Medallero
| Núm. | País            | Oro | Plata | Bronce | Total |
| ---- | --------------- | --- | ----- | ------ | ----- |
| 1    | Italia          | 6   | 4     | 3      | 13    |
| 2    | Estados Unidos  | 3   | 1     | 0      | 4     |
| 3    | Reino Unido     | 1   | 0     | 2      | 3     |
| 4    | Australia       | 1   | 0     | 1      | 2     |
| 4    | Suecia          | 1   | 0     | 1      | 2     |
| 6    | República Checa | 1   | 0     | 0      | 1     |
| 7    | China           | 0   | 2     | 2      | 4     |
| 8    | Kuwait          | 0   | 2     | 1      | 3     |
| 9    | Rusia           | 0   | 2     | 0      | 2     |
| 10   | Eslovaquia      | 0   | 1     | 1      | 2     |
| 11   | Chipre          | 0   | 1     | 0      | 1     |
| 12   | España          | 0   | 0     | 1      | 1     |
| 12   | Finlandia       | 0   | 0     | 1      | 1     |
|      | TOTAL           | 13  | 13    | 13     | 39    |